# Каллаи, Беньямин фон
Беньямин фон Каллаи (нем. Benjamin von Kállay, венг. Kállay Benjámin; 22 декабря 1839 — 13 июля 1903) — австро-венгерский государственный деятель.
В 1867 году избран в венгерский парламент. Будучи генеральным консулом в Белграде, совершил большие путешествия по Балканскому полуострову и Малой Азии. После отставки Слави Каллаи был назначен общеимперским министром финансов, и в то же время ему в соответствии с должностью было поручено управление Боснией и Герцеговиной. Написал «Историю сербов» (Пешт, 1877—1878) и «Восточную политику России» (Пешт, 1878), перевёл на венгерский язык трактат Джона Стюарта Милля «О свободе».